# Sun Microsystems

Logo-ul Sun Microsystems

Până în 2010 Sun Microsystems a fost o companie americană independentă din domeniul tehnologiei informației; la ora actuală este o divizie a firmei Oracle Corporation. Primele ei produse de succes au fost servere și stații de lucru, însă treptat compania și-a extins activitatea și în domeniul software. 

## Date istorice și comerciale
Inițial compania Sun Microsystems ("Sun") a fost fondată în 1982 de 4 studenți de la Universitatea Stanford din Stanford, California: Andy Bechtolsheim, Bill Joy, Vinod Khosla și Scott McNealy. Numele companiei este un acronim provenit de la Stanford University Network, Rețeaua Universității Stanford. 
Actualmente divizia își are sediul în Santa Clara, California.
În martie 2007 Sun avea în toată lumea 34.600 angajați. Venitul net în anul fiscal 2006 a fost de peste 13 miliarde dolari.
În februarie 2008 Sun a achiziționat compania MySQL AB.
La 20 aprilie 2009 Sun a anunțat achiziția sa de către compania Oracle Corporation.
În ianuarie 2010 Comisia Europeană a aprobat și ea achiziția, fără a pune condiții. Achiziția a fost definitivată la 27 ianuarie 2010, fapt prin care Sun Microsystems a devenit o divizie a lui Oracle.

## Produse
- limbajul și platforma Java,
- sistemul de fișiere NFS,
- sistemul de operare Solaris
- suită de software birotic StarOffice, din care a derivat OpenOffice.org